# HD 87543
HD 87543，又名CP-61 1441，SAO 250795、HR 3971，是一颗恒星，视星等为6.14，位于銀經284.49，銀緯-5.18，其B1900.0坐标为赤經10h 0m 28.9s，赤緯-61° -5.18′ 58″。